# Dekanat Jasienica
Dekanat Jasienica – jeden z 23 dekanatów katolickich wchodzących w skład diecezji bielsko-żywieckiej, w którego skład wchodzi 8 parafii.

## Historia
Dekanat Bielsko-Biała IV – Zachód powstał w 1992 w wyniku reorganizacji dekanalnej nowej diecezji bielsko-żywieckiej. Został zlikwidowany pod koniec 2014 roku i zastąpiony przez dekanat jasienicki 1 stycznia 2015.

## Przełożeni
- Dziekan: ks. Piotr Grochowiecki
- Wicedziekan: ks. Andrzej Szczepaniak
- Ojciec duchowny: o. Kazimierz Trojan SJ[2]
- Duszpasterz Służby Liturgicznej: ks. Łukasz Koba
- Dekanalny Wizytator Katechizacji: ks. Piotr Grochowiecki
- Dekanalny Duszpasterz Rodzin: ks. Jan Waluś
- Dekanalny Duszpasterz Młodzieży: ks. Wojciech Nowak

## Parafie
- Bielowicko: Parafia św. Wawrzyńca diakona
- Biery: Parafia Najświętszego Serca Pana Jezusa
- Grodziec: Parafia św. Bartłomieja
- Jasienica: Parafia św. Jerzego
- Jaworze: Parafia Opatrzności Bożej
- Mazańcowice: Parafia św. Marii Magdaleny
- Międzyrzecze Górne: Parafia św. Marcina
- Rudzica: Parafia Narodzenia św. Jana Chrzciciela